# Grand-Fayt
Grand-Fayt is een gemeente in het Franse Noorderdepartement (regio Hauts-de-France) en telt 455 inwoners (2004). De plaats maakt deel uit van het arrondissement Avesnes-sur-Helpe.

## Geografie
De oppervlakte van Grand-Fayt bedraagt 8,8 km², de bevolkingsdichtheid is 51,7 inwoners per km².
De onderstaande kaart toont de ligging van Grand-Fayt met de belangrijkste infrastructuur en aangrenzende gemeenten.

## Demografie
Onderstaande figuur toont het verloop van het inwonertal (bron: INSEE-tellingen).